# Edward Southern
Pour les articles homonymes, voir Southern.
Silas Edward « Eddie » Southern  (né le 4 janvier 1938 à Dallas (Texas) et mort le 17 mai 2023) est un athlète américain spécialiste du 400 mètres haies.

## Carrière
Licencié à l'Austin Athletic Club, Edward Southern mesure 1,85 m pour 81 kg.

### Palmarès
| Date | Compétition           | Lieu      | Résultat | Performance  |
| ---- | --------------------- | --------- | -------- | ------------ |
| 1956 | Jeux olympiques d'été | Melbourne | 2e       | 50 s 8       |
| 1959 | Jeux panaméricains    | Chicago   | 2e       | 3 min 05 s 8 |

### Records
| Épreuve          | Performance | Date |
| ---------------- | ----------- | ---- |
| 100 yards        | 9 s 5       | 1958 |
| 400 mètres       | 45 s 5      | 1958 |
| 110 mètres haies | 14 s 1      | 1957 |
| 400 mètres haies | 49 s 7      | 1956 |